# 양정동 (부산)
양정동(楊亭洞)은 대한민국 부산광역시 부산진구의 법정동이다. 행정동으로 양정1·2동으로 나뉜다.

## 명칭 유래
고려시대에 현재의 양정1동 일대에 동래 정씨 시조 묘 앞을 지날 때 말에서 내려 머물라는 의미를 담은 지명으로 하마정(下馬停)이라고 불렀다. 1914년 일제강점기부터 지금의 양정(楊亭)으로 명칭이 제정되었지만
현재는 하마정 교차로(하마정사거리), 하마정굴다리, 하마정 버스정류장 등의 지명이 흔적으로 남아있고 지금도 양정동 일대를 통틀어서 '하마정'이라는 지명으로 남아있다.

## 시설
- 부산광역시교육청
- 부산광역시상수도사업본부
- 부산고용복지플러스센터
- 부산광역시미래교육원
- 부산양정동우체국
  - 양정1동우체국

## 교육

### 유치원
- 양정원광유치원

### 초등학교
- 양동초등학교
- 양성초등학교
- 양정초등학교

### 중학교
- 양동여자중학교

### 고등학교
- 부산정보고등학교
- 부산진여자고등학교
- 부산진여자상업고등학교
- 성모여자고등학교
- 세정고등학교

### 대학교
- 동의과학대학교
- 동의대학교 양정캠퍼스
- 부산여자대학교

## 주거
| 단지명                       | 건설사                                         | 시행사                           | 주소                 | 입주              | 비고             |
| ---------------------------- | ---------------------------------------------- | -------------------------------- | -------------------- | ----------------- | ---------------- |
| 양정현대 1차                 | 현대건설                                       | 현대건설                         | 부산진구 동평로 352  | 1997년 11월       |                  |
| 양정현대 2차                 | 현대건설                                       | 현대건설                         | 부산진구 거제대로 37 | 1998년 7월        |                  |
| 양정 롯데캐슬 프론티엘 1단지 | 롯데건설                                       | 양정3구역 주택재개발정비사업조합 |                      | 2027년 3월 (예정) | 양정3구역 재개발 |
| 양정 롯데캐슬 프론티엘 2단지 | 롯데건설                                       | 양정3구역 주택재개발정비사업조합 |                      | 2027년 3월 (예정) | 양정3구역 재개발 |
| 양정포레힐즈 스위첸          | KCC건설                                        | 양정2구역 주택재개발정비사업조합 | 부산진구 양연로 36   | 2023년 8월        | 양정2구역 재개발 |
| 양정 자이·더샵·SK VIEW 1단지 | ㈜지에스건설 포스코이앤씨 ㈜에스케이에코플랜트 | 양정1구역 주택재개발정비사업조합 | 부산진구 연수로 38   | 2025년 2월        | 양정1구역 재개발 |
| 양정 자이·더샵·SK VIEW 2단지 | ㈜지에스건설 포스코이앤씨 ㈜에스케이에코플랜트 | 양정1구역 주택재개발정비사업조합 | 부산진구 진남로 552  | 2025년 2월        | 양정1구역 재개발 |
| 양정 자이·더샵·SK VIEW 3단지 | ㈜지에스건설 포스코이앤씨 ㈜에스케이에코플랜트 | 양정1구역 주택재개발정비사업조합 | 부산진구 진남로 554  | 2025년 2월        | 양정1구역 재개발 |
| 대원칸타빌 멤버스            | ㈜대원                                         | ㈜대원                           | 부산진구 거제대로 26 | 2006년 8월        |                  |

## 문화재
- 부산 양정동 배롱나무: 천연기념물 제168호